# Hartwig Peters
Hartwig Peters (* 10. Februar 1784 in Epenwöhrden; † 20. September 1848 in Flensburg) war ein deutscher Geistlicher und Publizist.

## Leben
Hartwig Peters wurde als Sohn des Peter Peters (* 1754 in Schafstedt; † 1822 in Epenwöhrden), der als Lehrer in Epenwöhrden tätig war und dessen Ehefrau Wiebke Christine geb. Hanssen (* unbekannt; † 7. Oktober 1842 in Epenwöhrden) geboren.
Er besuchte die Gelehrtenschule in Meldorf und begann 1803 ein Theologie-Studium in Kiel. 1808 legte er sein theologisches Amtsexamen in Glückstadt ab und erhielt darauf den 2. Charakter. Am 9. September 1810 wurde er durch die Gemeine Koldenbüttel zum Diakon gewählt und trat am 19. Mai 1811 dieses Amt an. Am 7. September 1819 wurde er als Hauptprediger berufen und in dieses Amt am 5. Dezember 1819 eingeführt, allerdings wurde kurz darauf das Diakonat aufgehoben und Hartwig Peters war alleiniger Prediger in Koldenbüttel.   
1825 bewarb er sich um das Diakonat St. Marien in Flensburg und wurde am 28. September 1825 gewählt, die Amts-Einsetzung erfolgte am 18. Dezember 1825. In diesem Amt verblieb er bis zu seinem Tod 1848.   
Er hat sich auch mit der Schriftstellerei beschäftigt und einige Werke verfasst sowie eine Zeitschrift herausgegeben. Seit 1823 war er beteiligt an der vom Pastor Georg Peter Petersen (* 16. Februar 1771 in Meyn; † 31. Oktober 1846 in Neustadt in Holstein) herausgegebenen „Schleswig-Holsteinische Provinzialberichte“. 1831 übernahm Hartwig Peters alleine die Herausgabe der Zeitschrift und benannte diese in „Neue schleswig-holsteinisch-lauenburgische Provinzialberichte“ um, allerdings stellte er die Herausgabe bereits 1834 wieder ein.

## Ehe und Nachkommen
Hartwig Peters war verheiratet mit Catharina Paulina Böckmann (* 1790; † 1878), einer Tochter des Obergerichtsadvokaten Peter Matthias Böckmann aus Meldorf. Gemeinsam hatten sie fünf Söhne.
- Eduard Peter Matthias Peters (* 1812; † 1873) Obergerichtsadvokat in Meldorf,  dessen Ehefrau Christiane Magdalene „Nanny“ Peters geborene Homann, aus Husum, errichtete 1899 mit ihrem Testament das „Nanny-Peters-Stift“ für würdige, bedürftige Frauen in Meldorf.
- Christian Heinrich Friedrich Peters (* 19. September 1813; † 18. Juli 1890) wurde 1858 Professor der Astronomie und Direktor des Observatoriums am Hamilton College in Clinton (New York, USA)
- Wilhelm Carl Hartwig Peters (* 22. April 1815; † 20. April 1883) machte eine Karriere als Naturforscher, führte weltweit viele Forschungsreisen durch und wurde später Direktor des Museums für Naturkunde und des Zoologischen Gartens in Berlin.
- Otto Nikolaus Henning Peters (* 7. Januar 1819; † 1905) wurde Propst in Flensburg und hatte seine Pfarrstelle in der Flensburger Kirche St. Marien.[6]
- Hartwig Peters, (* 1825) war als Kaufmann in Messina (Sizilien) tätig.

## Werke (Auswahl)
- ab 1815 Aufsätze im Dithmarser und Eiderstedter Boten (Erscheinungsweise: wöchentlich)
- Predigt über Matthäi 18, 3, gehalten 16. Juli 1815. Friedrichsstadt, 1815
- Zu Jesu sollen wir kommen: eine Predigt. Copenhagen, 1824.
- Die wechselseitige Schuleinrichtung, ein bedeutender Schritt zur Verbesserung der Volksschulen gegen Einwürfe gerechtfertigt von H. Peters. Altona, 1829
- Sollen die Prediger in den Herzogthümern Schleswig und Holstein auf die Zoll-Freiheit unbedingt verzichten? Eine Frage, mit Gründen verneint. Altona Aue 1832
- Neue Schleswig-Holstein-Lauenburgische Provinzial-Berichte: Jahrgang 1831–1834. Altona
- Dr. Diesterweg’s Urtheil über die wechselseitige Schuleinrichtung in Erwägung gezogen. Altona; Aue: 1837
- Christus ist unser Meister, eine Predigt, und Christus ist der Weg, die Wahrheit und das Leben, eine Confirmationsrede. Flensburg, 1846